# Золтан Кодай
Золтан Кодай (на унгарски: Kodály Zoltán) е унгарски композитор и фолклорист. С преподавателската си дейност той допринася чувствително за развитието на музикалното образование в Унгария.